# Longueval Road Cemetery
Longueval Road Cemetery is een Britse militaire begraafplaats met gesneuvelden uit de Eerste Wereldoorlog gelegen in de gemeente Longueval in het Franse departement Somme in de regio Hauts-de-France. De begraafplaats ligt 900 m ten zuidwesten van het centrum van Longueval. Ze heeft een min of meer driehoekig grondplan en is omgeven door een laag muurtje en een haag. Het Cross of Sacrifice staat op een sokkel en vormt de noordelijke hoek van het terrein. De begraafplaats werd ontworpen door Arthur Hutton en wordt onderhouden door de Commonwealth War Graves Commission.
Er worden 223 doden herdacht waaronder 48 niet geïdentificeerde.

## Geschiedenis
Tijdens de Slag aan de Somme 1916 werd tussen 14 en 29 juli in Longueval hevig gevochten toen het dorp door de 5th Division werd veroverd. In maart 1918 kwam het terug in Duitse handen gedurende hun lenteoffensief maar werd op 28 augustus 1918 door de 38th (Welsh) Division heroverd. 
De begraafplaats werd aangelegd dicht bij een verbandpost die Longueval Alley of Longueval Water Point werd genoemd. Ze werd van begin september 1915 tot januari 1917 gebruikt maar ook in augustus en september 1918 werden nog slachtoffers van het lenteoffensief bijgezet. In 1923-24 werden nog gesneuvelden die gevonden werden in de wijde omgeving van Longueval, begraven.  
Nu liggen er 185 Britten, 8 Canadezen, 22 Australiërs, 7 Nieuw-Zeelanders en 1 Duitser begraven.
Drie Britten worden herdacht met Special Memorials omdat hun graven niet meer gelokaliseerd konden worden en men neemt aan dat ze zich onder de naamloze grafzerken bevinden.

## Graven

### Onderscheiden militairen
- Cecil William Chandler, kapitein bij de Royal Munster Fusiliers werd onderscheiden met het Military Cross (MC).
- William Cropper Broster, korporaal bij het The King's (Liverpool Regiment) werd onderscheiden met de Distinguished Conduct Medal (DCM) en de Military Medal (MM).
- sergeant Elmer William Clarke van de Australian Infantry, A.I.F. werd tweemaal onderscheiden met de Military Medal (MM and Bar).
- sergeant H.F.G. Lunnon, kanonnier H.D. Ford, pionier G. Grainger en soldaat W.J. Monger werden onderscheiden met de Military Medal (MM).

### Alias
- soldaat G. Carmichael diende onder het alias T. Ross bij de King's Own Scottish Borderers.